# 베흐루즈 셉트 라술

베흐루즈 셉트 라술(Behrouz Sebt Rasoul, 페르시아어: بهروز سبط رسول, 1969년생)은 이란의 영화 감독, 각본가, 영화 제작자, 음악가이다. 그는 이란과 타지키스탄의 문화 협력을 반영하는 국제 공동 제작 영화로 잘 알려져 있다.

## 생애
베흐루즈 셉트 라술은 1969년 이란에서 태어났다. 그는 젊은 시절부터 예술과 문학에 대한 깊은 관심을 가졌으며, 이후 영화 제작과 전통 음악에 몰두하게 되었다. 그는 이란 전통 음악의 연주자이자 작곡가로 활동했으며, 영화에서 음악적 요소를 중요하게 다뤄왔다.

## 경력
그의 영화는 종종 이란과 중앙아시아의 문화, 역사, 인간성에 대한 탐구를 주제로 한다. 그는 다양한 국제 영화제에서 상영되며 비평가들의 찬사를 받았다.

## 주요 작품
- 2013년 – 《숨결》(60분)
- 2014년 – 《타브리즈의 꿈》(75분)
- 2016년 – 《이란의 노래》(다큐멘터리 시리즈)
- 2018–2020년 – 《작은 인간들》(극영화, 120분)
- 2022년 – 《바람과 낙타》(90분)
- 2023년 – 《멜로디》(Melody, 90분)

## 국제적 인지도
《멜로디》는 타지키스탄을 대표하여 제97회 아카데미 국제영화상에 제출되었으며, 다양한 국제 영화제에서 상영되었다. 해당 작품은 타지키스탄-이란의 공동제작 영화로, 인도, 스페인, 방글라데시, 중국, 스위스 등지의 영화제에 공식 초청되었다.

## 수상 및 후보
| 상                        | 날짜                  | 수상자              | 결과 | 출처        |
| ------------------------- | --------------------- | ------------------- | --- | ----------- |
| 제97회 아카데미상         | 2025년 3월 10일       | Behrouz Sebt Rasoul | 국제영화상 후보 |             |
| 제54회 인도 국제 영화제   | 2023년 11월 24일      | Behrouz Sebt Rasoul | 세계 시네마 초청 |             |
| 제21회 첸나이 국제 영화제 | 2023년 12월 21일      | Behrouz Sebt Rasoul | 상영 |             |
| Keswick 영화제            | 2024년 3월 1일        | Behrouz Sebt Rasoul | 경쟁 부문 |             |
| 파즈르 국제 영화제        | 2024년 2월 3일        | Behrouz Sebt Rasoul | 경쟁 부문 |             |
| ImagineIndia 영화제       | 2024년 5월            | Behrouz Sebt Rasoul | 수상: 촬영상(Ali-Mohammad Ghasemi), 미술상(Payam Hossein Souri), 음악상(Foad Samiei) 후보: 여우주연상(Diman Zandi), 음향 디자인(Mahmoudreza Mousavinejad) |             |
| 실크로드 국제영화제       | 2024년 9월 16일       | Behrouz Sebt Rasoul | 파노라마 부문 |             |
| 두호크 국제영화제         | 2024년 12월 9일–16일  | Behrouz Sebt Rasoul | 국제 경쟁 부문 |             |
| 유라시아 국제영화제       | 2024년 11월 24일–30일 | Behrouz Sebt Rasoul | 경쟁 부문 |             |
| 열대우림 국제 자연영화제  | 2024년 11월 4일–5일   | Behrouz Sebt Rasoul | 경쟁 부문 |             |
| 다카 영화제               | 2025년 1월 11일       | Behrouz Sebt Rasoul | 수상: 여우주연상(Diman Zandi) |             |
| 호주 국립영화관           | 2025년 2월 19일       | Behrouz Sebt Rasoul | 상영 |             |
| 스위스 페르시아 영화 클럽 | 2025년 3월 18일       | Behrouz Sebt Rasoul | 상영 |             |
| 칸 시네마 / 프랑스 상영   | 2025년 9월            | Behrouz Sebt Rasoul | 특별 상영 | [ 1 ] [ 2 ] |

## 향후 상영
2025년 9월, 베흐루즈 세브트 라술 감독의 영화 《Melody》(2023)는 프랑스 칸 시가 주최하는 문화 프로그램인 **Les Jeudis de Cannes Cinéma – 이란 영화 집중 조명**의 일환으로 상영될 예정이다. 이 행사는 **Saison Cannes Cinéma 2025–2026** 시즌 프로그램의 일부이다.

## 참고 문헌
1. ↑  “칸에서 상영될 이란 영화 2편”. 《ISNA》 (페르시아어). 2025년 8월 5일. 2025년 8월 6일에 확인함.
2. ↑  “Les Jeudis de Cannes Cinéma – 이란 영화 집중 조명”. 《Cannes.com》 (프랑스어). Ville de Cannes. 2025년 8월 6일에 확인함.
3. ↑  “Les Jeudis de Cannes Cinéma – 이란 영화 집중 조명”. 《Cannes.com》 (프랑스어). Ville de Cannes. 2025년 8월 6일에 확인함.
4. ↑  “칸에서 상영될 이란 영화 2편”. 《ISNA》 (페르시아어). 2025년 8월 5일. 2025년 8월 6일에 확인함.